# Пригоди Елмо в Брудляндії
Пригоди Елмо у Брудляндії — комедійний фільм 1999 року.

## Сюжет
Одного разу, волохатий маленький червоний монстр Елмо прокидається вранці, щоб побути разом зі своєю улюбленою синьою ковдрою. Елмо отримує урок, коли він відмовляється ділити ковдру з його кращим другом, Зої, і втрачає її. А тепер вперше в історії, Елмо збирає всю свою рішучість і мужність, і йде на рятувальну місію, яка занурює його в Брудляндію, місце, повне буркотливих істот, смердючого сміття і там мешкає лиходій на ім'я Хакслі. Елмо попросив дівчину на ім'я роду Гріззі, щоб йому допомогти повернути свою ковдру.